# Ivan Čarapić
Ivan Čarapić (ur. 8 lutego 1982 w Titogradzie) – czarnogórski piłkarz grający na pozycji obrońcy w maltańskim Rabacie Ajax. Jest zawodnikiem prawonożnym.

## Kariera piłkarska
W lipcu 2002 Čarapić dołączył do Budućnosti Podgorica. Grał w tym klubie przez 6 lat. Zdobył z nim mistrzostwo Czarnogóry w sezonie 2007/2008. 1 lipca 2008 przeszedł do maltańskiego Tarxien Rainbows na zasadzie wolnego transferu. Po roku wrócił do ojczyzny i przeszedł do Rudaru Pljevlja. Po półrocznym pobycie w tej drużynie, 1 stycznia 2010 dołączył do czarnogórskiego Dečić Tuzi, gdzie spędził kolejne pół roku, po czym trafił do OFK Petrovac. 5 sierpnia 2012 podpisał kontrakt z maltańskim Rabatem Ajax. Jako zawodnik Budućnosti zagrał w 4 meczach Pucharu Intertoto. Są to jego jedyne występy w europejskich pucharach.
Jest pierwszym strzelcem gola w historii ligi czarnogórskiej. Bramkę zdobył w 6. minucie wygranego 2-0 meczu wyjazdowego przeciwko Rudarowi. Był wtedy zawodnikiem Budućnosti.